# Nationale Venstre
Det Nationale Venstre var ett danskt politisk parti, som var representerat i Folketinget 1864-1870.  
Partiet, som var färgat av grundtvigianismen förespråkade allmän rösträtt och bekämpade därför grundlagsändringen 1866. 
Det Nationale Venstre motsatte sig freden i Wien 1864, varigenom Sydjylland avträddes till tyskarna.
Partiets ledande politiker var Sofus Høgsbro, Christopher Krabbe och Christen Berg. 
1870 uppgick partiet i Det Forenede Venstre.